# Alfred König
Alfred König (* 2. Oktober 1913 in Wien; † 1987 in Istanbul) war ein österreichischer Sprinter.
Bei den Olympischen Spielen 1936 in Berlin schied er über 200 und 400 Meter im Vorlauf aus.
1936 wurde er Österreichischer Meister über 400 Meter.
Alfred König startete für den SC Hakoah Wien.

## Persönliche Bestzeiten
- 200 m: 22,0 s, 10. Juni 1935, Wien
- 400 m: 49,1 s, 1936